# Будинок 1-ї чоловічої гімназії (Харків)
Будинок Першої чоловічої гімназії — історична будівля в Харкові, розташована на лівому березі річки Харків біля Харківського мосту. Своєю історією ділянка сягає початку XVIII століття, коли в межах оборонного периметра міста-фортеці була закладена приватна садиба.

## Історія
У другій половині XVIII століття Харків, що прагнув стати губернським центром, почав активно розвивати кам'яне будівництво. Будівля на Старо-Московській вулиці, 2, ймовірно, належала представнику військової, духовної чи адміністративної еліти. У 1783 році садиба з кам'яним двоповерховим будинком була придбана для потреб поштмейстерського правління. Власність відобразили на планах Харкова 1785 і 1787 років.
У 1814 році на цій ділянці, за проєктом архітектора Євгена Олексійовича Васильєва під керівництвом Людвіга Ватлета, були проведені роботи, які сучасні історики інтерпретують як перебудову або нове будівництво.
На початку 1840-х років будівлю придбала міська влада для розміщення Першої чоловічої гімназії відповідно до розпорядження міністра освіти Російської імперії Сергія Уварова. Реконструкцію здійснено за проєктом архітектора Миколи Ілліча Ашиткова. В оновлене приміщення гімназія переїхала 9 січня 1845 року, хоча будівельні роботи тривали ще три роки.
Будівля слугувала освітнім цілям понад сім десятиліть. Після революційних подій 1917—1918 років та радянських перетворень будівля втратила свого постійного користувача. У роки Другої світової війни вона зазнала пошкоджень, однак у 1944 році її передали Харківському індустріально-педагогічному технікуму. У 1955 році технікум розширив приміщення у бік двору. Нині будівля продовжує використовуватися в освітніх цілях.

## Архітектура
Будівля має г-подібний план (90×50 м) із заокругленим кутом на розі біля Харківського мосту. Попри численні перебудови[які?], вона зберігає риси класичного стилю кінця XVIII — початку XIX століття.
Фасади прикрашені міжвіконними пілястрами тосканського ордера, широким фризом, профільованим карнизом на модильйонах, великим замковим каменем вікон першого ярусу та сандриками другого. Головною архітектурною домінантою є шестиколонний портик тосканського ордера зі східчастим завершенням над антаблементом східного крила.

## Заснування гімназії
Перші спроби створення середньої освіти в Харкові сягають кінця XVIII століття, коли було засновано Колегіум і Харківське казенне училище. У 1805 році, одночасно з відкриттям Харківського університету, училище отримало статус Слобідсько-Української гімназії.

## Реформи та реорганізація
У 1836 році у рамках загальноросійської реформи освітніх закладів гімназії вивели з-під управління університетів і передали у відання держави. Харківська гімназія отримала статус Губернської гімназії, а навчання було переведено на російську мову.

## Розвиток у XIX столітті
У XIX столітті через зростання кількості учнів гімназію було поділено: у 1841 році на її основі виникла Друга гімназія. Основна частина продовжила існувати як Перша Харківська чоловіча гімназія. З 1861 року вона закріпилася як одна з провідних середніх шкіл міста.